# 海陵郡
海陵郡，中国古代的郡。
东晋义熙七年（411年）置，治所在海陵县（今江苏省泰州市），属徐州。南朝宋移治建陵县（今泰州市东北）。辖境相当今江苏省泰州、海安、如皋、泰兴、泰县等市县地。南梁还治海陵。隋朝开皇初年，废。 